# CoRoT-6
CoRoT-6 är en ensam stjärna belägen i den mellersta delen av stjärnbilden Ormbäraren. Den har en skenbar magnitud av ca 13,9 och kräver ett kraftfullt teleskop för att kunna observeras. Baserat på parallax enligt Gaia Data Release 3 på ca 1,56 mas, beräknas den befinna sig på ett avstånd på ca 2 090 ljusår (639 parsek) från solen. Den rör sig närmare solen med en heliocentrisk radialhastighet på ca -18 km/s.

## Egenskaper
CoRoT-6 är en solliknande gul till vit stjärna i huvudserien av spektralklass F5 V. Den har en massa som är lika med ca 1,1 solmassa, en radie som är ca 1,0 solradie och utsänder energi från dess fotosfär motsvarande ca 1,4 gånger solen vid en effektiv temperatur av ca 5 900 K.

## Planetsystem
Kring stjärnan kretsar en känd exoplanet (het Jupiter) som identifieras som CoRoT-6b. Upptäckten gjordes av CoRoT-programmet med hjälp av transitmetoden.
| Planet | Massa    | Halv storaxel (AE) | Siderisk omloppstid (d) | Excentricitet | Inklination | Radie    |
| ------ | -------- | ------------------ | ----------------------- | ------------- | ----------- | -------- |
| b      | >2,96 MJ | 0,0855             | 8,887                   | <0,1          | -           | 1,166 RJ |